# Kraljevci (Ruma, Srbija)
Kraljevci (ćir.: Краљевци) su naselje u općini Ruma u Srijemskom okrugu u Vojvodini.

## Stanovništvo
Prema popisu stanovništva iz 2002. godine u naselju Kraljevci živi 1.232 stanovnika, od čega 976 punoljetnih stanovnika s prosječnom starosti od 39,9 godina (38,7 kod muškaraca i 41,0 kod žena). U naselju ima 361 domaćinstvo, a prosječan broj članova po domaćinstvu je 3,40.
Prema popisu iz 1991. godine u naselju je živjelo 1.216 stanovnika.
| Etnički sastav 2002. |            |        |
| Narod                | Stanovnika |        |
| Srbi                 | 1.131      | 91,80% |
| Romi                 | 18         | 1,46%  |
| Hrvati               | 17         | 1,37%  |
| Mađari               | 10         | 0,81%  |
| Jugoslaveni          | 7          | 0,56%  |
| Makedonci            | 2          | 0,16%  |
| Bunjevci             | 1          | 0,08%  |
| Muslimani            | 1          | 0,08%  |
| nepoznato            | 9          | 0,73%  |

| broj stanovnika | 965   | 966   | 1142  | 1214  | 1218  | 1216  | 1232  |
|                 | 1948. | 1953. | 1961. | 1971. | 1981. | 1991. | 2001. |

## Vanjske poveznice
- Karte, položaj vremenska prognoza
- [neaktivna poveznica]